# Piezocera
Piezocera is een kevergeslacht uit de familie van de boktorren (Cerambycidae). De wetenschappelijke naam van het geslacht werd voor het eerst geldig gepubliceerd in 1834 door Audinet-Serville.

## Soorten
Piezocera omvat de volgende soorten:
- Piezocera advena Martins, 1976
- Piezocera aenea (Bates, 1867)
- Piezocera araujosilvai Melzer, 1935
- Piezocera ataxia Martins, 1976
- Piezocera bivittata Audinet-Serville, 1834
- Piezocera costula Martins, 1976
- Piezocera flavipennis (Zajciw, 1970)
- Piezocera gratiosa Lameere, 1893
- Piezocera monochroa Bates, 1885
- Piezocera nodicollis Melzer, 1934
- Piezocera rufula Martins & Galileo, 2010
- Piezocera serraticollis Linell, 1897
- Piezocera silvia Galileo & Martins, 2000